# Rio Branco (Mato Grosso)
Rio Mato Grosso è un comune del Brasile nello Stato del Mato Grosso, parte della mesoregione del Sudoeste Mato-Grossense e della microregione di Jauru.